# Qualificazioni al campionato delle nazioni africane 2016
Questa voce raccoglie un approfondimento sui risultati degli incontri di qualificazione alla fase finale della Campionato delle Nazioni Africane 2016.

## Formato, regolamento e sorteggio
La competizione vede partecipare 42 nazionali, incluso il Ruanda, che è automaticamente qualificato in quanto organizzatore dell'evento.
Le 42 squadre sono state divise in base alla zona geografica: Zona Settentrionale, Zona Est A, Zona Est B, Zona Centrale, Zona Centro-Orientale e Zona Meridionale.
| Zona                  | Numero di squadre partecipanti | Numero di posti disponibili per la fase finale |
| --------------------- | ------------------------------ | ---------------------------------------------- |
| Zona Settentrionale   | 3                              | 2                                              |
| Zona Ovest A          | 8                              | 2                                              |
| Zona Ovest B          | 6                              | 3                                              |
| Zona Centrale         | 6                              | 3                                              |
| Zona Centro-Orientale | 7                              | 2 + Ruanda                                     |
| Zona Meridionale      | 12                             | 3                                              |
| Totale                | 42                             | 16                                             |

Non partecipanti:
- Algeria
- Egitto
- Capo Verde
- Benin
- Guinea Equatoriale
- São Tomé e Príncipe
- Eritrea
- Somalia
- Sudan del Sud
- Madagascar
- Malawi

## Zona Nord

### Tabella riassuntiva
| Squadra | Pt | G | V | N | P | GF | GS | DR |
| ------- | -- | - | - | - | - | -- | -- | -- |
| Marocco | 10 | 4 | 3 | 1 | 0 | 11 | 3  | +8 |
| Tunisia | 4  | 4 | 1 | 1 | 2 | 4  | 5  | -1 |
| Libia   | 3  | 4 | 1 | 0 | 3 | 1  | 8  | -7 |

| Squadra | Libia (bandiera) | Marocco (bandiera) | Tunisia (bandiera) |
| ------- | ---------------- | ------------------ | ------------------ |
| Libia   | —                | 0 - 4              | 0 - 1              |
| Marocco | 3 - 0            | —                  | 1 - 1              |
| Tunisia | 0 - 1            | 2 - 3              | —                  |

## Zona Ovest A

### Primo turno
| Squadra 1     | Totale | Squadra 2    | Andata | Ritorno |
| ------------- | ------ | ------------ | ------ | ------- |
| Guinea-Bissau | 2 - 4  | Mali         | 1 - 1  | 1 - 3   |
| Mauritania    | 4 - 1  | Sierra Leone | 2 - 1  | 2 - 0   |
| Guinea        | 4 - 2  | Liberia      | 3 - 1  | 1 - 1   |
| Senegal       | 4 - 1  | Gambia       | 3 - 1  | 1 - 0   |

### Secondo turno
| Squadra 1 | Totale      | Squadra 2  | Andata | Ritorno |
| --------- | ----------- | ---------- | ------ | ------- |
| Mali      | 3 - 2       | Mauritania | 2 - 1  | 1 - 1   |
| Guinea    | 3 - 3 (gfc) | Senegal    | 2 - 0  | 1 - 3   |

## Zona Ovest B

### Primo turno
| Squadra 1 | Totale      | Squadra 2      | Andata | Ritorno |
| --------- | ----------- | -------------- | ------ | ------- |
| Ghana     | 2 - 2 (gfc) | Costa d'Avorio | 2 - 1  | 0 - 1   |
| Nigeria   | 2 - 0       | Burkina Faso   | 2 - 0  | 0 - 0   |
| Niger     | 3 - 1       | Togo           | 2 - 0  | 1 - 1   |

## Zona Centrale

### Primo turno
| Squadra 1    | Totale     | Squadra 2          | Andata | Ritorno |
| ------------ | ---------- | ------------------ | ------ | ------- |
| RD del Congo | a tavolino | Rep. Centrafricana | n.d.   | n.d.    |
| Camerun      | 1 - 0      | Rep. del Congo     | 0 - 0  | 1 - 0   |
| Ciad         | 1 - 2      | Gabon              | 0 - 2  | 1 - 0   |

## Zona Centro-Orientale

### Primo turno
| Squadra 1 | Totale | Squadra 2 | Andata | Ritorno |
| --------- | ------ | --------- | ------ | ------- |
| Tanzania  | 1 - 4  | Uganda    | 0 - 3  | 1 - 1   |
| Gibuti    | 1 - 4  | Burundi   | 1 - 2  | 0 - 2   |
| Etiopia   | 2 - 0  | Kenya     | 2 - 0  | 0 - 0   |

### Secondo turno
| Squadra 1 | Totale | Squadra 2 | Andata | Ritorno |
| --------- | ------ | --------- | ------ | ------- |
| Uganda    | 4 - 0  | Sudan     | 2 - 0  | 2 - 0   |
| Burundi   | 2 - 3  | Etiopia   | 2 - 0  | 0 - 3   |

## Zona Meridionale

### Primo turno
| Squadra 1 | Totale          | Squadra 2  | Andata | Ritorno |
| --------- | --------------- | ---------- | ------ | ------- |
| Zimbabwe  | 2 - 0           | Comore     | 2 - 0  | 0 - 0   |
| Lesotho   | 1 - 1 (gfc)     | Botswana   | 0 - 0  | 1 - 1   |
| Namibia   | 3 - 3 (5-6 dcr) | Zambia     | 2 - 1  | 1 - 2   |
| Mozambico | 9 - 1           | Seychelles | 5 - 1  | 4 - 0   |
| Sudafrica | 5 - 0           | Mauritius  | 3 - 0  | 2 - 0   |
| eSwatini  | 2 - 4           | Angola     | 2 - 2  | 0 - 2   |

### Secondo turno
| Squadra 1 | Totale | Squadra 2 | Andata | Ritorno |
| --------- | ------ | --------- | ------ | ------- |
| Zimbabwe  | 4 - 2  | Lesotho   | 3 - 1  | 1 - 1   |
| Zambia    | 4 - 0  | Mozambico | 3 - 0  | 1 - 0   |
| Sudafrica | 2 - 3  | Angola    | 0 - 2  | 2 - 1   |

## Squadre qualificate
| Zona             | Squadra                      |
| ---------------- | ---------------------------- |
| Nord             | Tunisia Marocco              |
| Ovest A          | Mali Guinea                  |
| Ovest B          | Nigeria Niger Costa d'Avorio |
| Centrale         | RD del Congo Gabon Camerun   |
| Centro-orientale | Etiopia Uganda               |
| Meridionale      | Angola Zimbabwe Zambia       |